# Zwałowanie
Zwałowanie - ogół czynności prowadzonych w celu przemieszczania i składowania materiału zwałowego na zwałowisku.

## Materiał zwałowy
Materiałem zwałowym są masy ziemne i skalne przemieszczane w związku z wydobywaniem kopaliny, jak nadkład, skała płonna, przerosty złoża.

## Zwałowanie nadkładu
Zwałowanie nadkładu - zespół czynności prowadzonych w odkrywkowych zakładach górniczych, nierozerwalnie związanych technicznie i organizacyjnie z przemieszczeniem i składowaniem mas ziemnych i skalnych usuwanych znad złoża, w celu umożliwienia wydobycia kopaliny użytecznej (art. 6 ust. 1 pkt 20 Prawa geologicznego i górniczego. Zwałowanie nadkładu jest robotą górniczą w rozumieniu ustawy.

## Rodzaje zwałowania
Wyróżnia się następujące rodzaje zwałowania:
ze względu na przebieg frontu zwałowania:
- blokowe;
- krzywoliniowe;
- równoległe;
- ścianowe;
- wachlarzowe;

ze względu na użycie sprzętu:
- mechaniczne, w tym: transportowe i beztransportowe;

ze względu na użycie wody:
- mokre, w tym: hydrauliczne i hydromechaniczne;
- suche;

ze względu na sortowanie materiału zwałowego:
- nieselektywne;
- selektywne;

ze względu na położenie maszyn zwałujących względem zwałowiska:
- nadpoziomowe;
- podpoziomowe;

ze względu na sposób formowania zwału:
- piętrowe;
- stożkowe.